# Rottenbiller Lipót
Rottenbiller Lipót Károly (Pest, 1806. november 11. – Pest, 1870. november 17.) Pest polgármestere, majd főpolgármestere, 1848-ban a Közcsendi Bizottmány elnöke és Pest főpolgármestere.

## Élete
Német származású szülők, Rottenbiller Fülöp, a helybéli halászok céhmestere és Maurer Krisztina gyermekeként született. Középiskolai tanulmányait Pesten a Piarista Gimnáziumban kezdte, majd Kalocsán folytatta, ahol megtanult szlovákul és magyarul, végül Korponán fejezte be. Ezután a pesti egyetemen jogot és filozófiát hallgatott, és 1829-ben ügyvédi oklevelet szerzett. Ekkor Pest városa szolgálatába állt. 1835-ben megnősült, Almay József (korábban Wurm) vaskereskedő Klára nevű leányát vette feleségül, testvérbátyja, Rottenbiller József főhadnagy özvegyét. 1837-ben a Váci utcában építtetett házat. Az 1838-as pesti árvíz után a város az osztrák nemzeti banktól 2 650 000 forint kölcsönt vett fel, amely felvételének, valamint ellenőrzésének módozatait Rottenbiller dolgozta ki, aminek köszönhetően a város vesztesége minimálisra csökkent. 1843 júniusában Pest város alpolgármesterévé választották, ekkor már ismert alakja volt a pesti liberális polgárságnak: gyakorta megfordult a Nemzeti Kör, majd az Ellenzéki Kör összejövetelein. 1848. március 15-én Vasvári Pállal és Jókai Mórral együtt lelkesítő beszédet tartott a tömegnek, ő írta alá elsőnek a nép által a tanács elé terjesztett 12 pontot. 
…Havas eső esett. Az emberek ernyő alatt álltak s az akkor még csak kétemeletes városháza ablakában megjelenő fiatal szónoknak hallgatták buzdító beszédjét. Ez Rottenbiller volt, akkori polgármester. Fekete hajú s szakállú, olajszín arczú, szikár ember. Lelkesedve hallgattuk mi is, mert persze, hogy eszünk ágában se járt a főtisztelendő úr atyai intéséhez képest szépen haza menni. Bizony közéje vegyültünk mi a sokaságnak, oltalmazó ernyő híján ugyan, de csak annál tüzesebben éljenezve.…

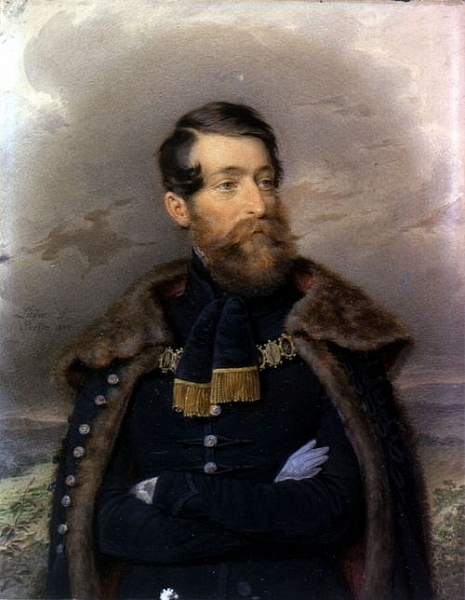
Friedrich Lieder: Rottenbiller Lipót képmása, 1844

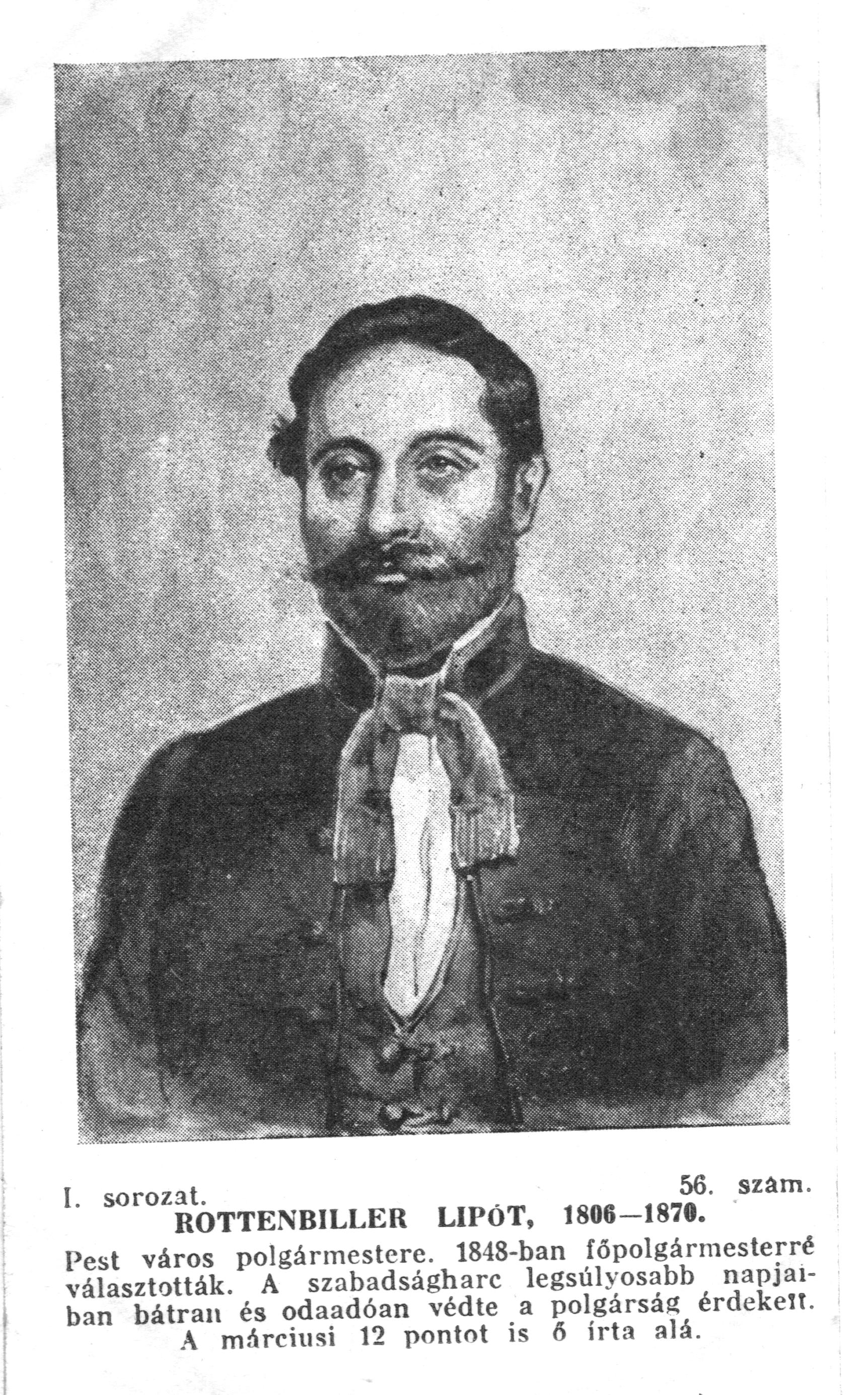
Rottenbiller Lipót kártyasorozaton

Még ugyanezen a napon megválasztották a Közcsendi Bizottmány elnökéül. 1848. június 13-án kinevezték Pest városa főpolgármesterévé. 1849-ben, az abszolutizmus idején elmozdították állásából, a szabadságharc leverését követően három hónapig fogva tartották az Újépületben, majd Grazban újabb három havi számüzetést kellett letöltenie. 1850 januárjában engedték haza, amikor a császári és királyi haditörvényszék megállapította, hogy nincs ellene joga bűnvádi eljárást indítani. Ezután visszavonultan élt kőbányai birtokán, ahol a nemzetgazdaságtan és a francia nyelv tanulásával foglalatoskodott. 1861-ben ismét főpolgármesterré választották, néhány hónap múlva azonban megint meg kellett válnia hivatalától, amit csak 1865 szeptemberében foglalt el újra. 1864-ben megalapította az Iparbankot és a Takarékpénztárt. Ő kezdte a főváros területének feltöltését, és a város vízművének kiépítését. Az 1867. évi tisztújításon már nem indult, visszalépett a közszolgálatból. 1868-ban agyvérzést kapott, ami ágyba kényszerítette. 1869-ben József nádor szobra leleplezése alkalmából 1600 forintot adományozott, amit a város a József tér díszes vasrácsozattal való körbekerítésére költött.

## Emlékezete
Emlékét őrzi a Rottenbiller utca az Erzsébetvárosban és a Rottenbiller park Kőbányán. A közpark eredetileg a Rottenbiller család tulajdonában volt, majd tőlük vásárolta meg a Dréher család. A területet a Dréherek is továbbadták, 1913-ban a főváros tulajdonába került. A területet az 1930-as években kezdték parkosítani, de a park teljes rendbehozatalára egészen az ’50-es évekig kellett várni. A közparkban 1973-ban állították fel Rottenbiller Lipót bronz mellszobrát, Kamotsay István szobrászművész alkotását.